# Giải vô địch bóng rổ thế giới 2023 (Bảng G)
Bảng G là một trong tám bảng đấu trong giai đoạn vòng bảng của Giải vô địch bóng rổ thế giới 2023, diễn ra từ ngày 26 đến ngày 30 tháng 8 năm 2023, bao gồm các đội Iran, Tây Ban Nha, Bờ Biển Ngà và Brasil, trong đó Iran và Tây Ban Nha từng nằm chung bảng với nhau tại giai đoạn vòng bảng giải đấu trước. Mỗi đội thi đấu vòng bảng theo thể thức vòng tròn một lượt tính điểm, mỗi đội gặp nhau đúng 1 lần duy nhất, tất cả các trận đấu của bảng diễn ra tại Nhà thi đấu Indonesia, Jakarta, Indonesia. Hai đội đứng đầu bảng sẽ giành vé vào vòng 2, còn 2 đội cuối bảng sẽ phải thi đấu vòng phân hạng 17–32.

## Các đội tuyển
| Đội tuyển   | Vượt qua vòng loại                                              | Vượt qua vòng loại      | Số lần tham dự   | Số lần tham dự | Số lần tham dự           | Thành tích tốt nhất    | Thứ hạng |
| Đội tuyển   | Với tư cách                                                     | Ngày vượt qua vòng loại | Lần cuối tham dự | Số lần tham dự | Số lần tham dự liên tiếp | Thành tích tốt nhất    | Thứ hạng |
| ----------- | --------------------------------------------------------------- | ----------------------- | ---------------- | -------------- | ------------------------ | ---------------------- | -------- |
| Iran        | 3 đội đầu bảng F khu vực châu Á                                 | 26 tháng 2 năm 2023     | 2019             | 4              | 4                        | Hạng 19 (2010)         | 20       |
| Tây Ban Nha | Đương kim vô địch của giải đấu 3 đội đầu bảng L khu vực châu Âu | 14 tháng 11 năm 2022    | 2019             | 13             | 11                       | Champions (2006, 2019) | 1        |
| Bờ Biển Ngà | 3 đội đầu bảng E khu vực châu Phi                               | 28 tháng 8 năm 2022     | 2019             | 5              | 2                        | Hạng 13 (1982)         | 43       |
| Brasil      | Đội tuyển đứng thứ tư có thành tích tốt nhất khu vực châu Mỹ    | 26 tháng 2 năm 2023     | 2019             | 19             | 19                       | Champions (1959, 1963) | 13       |

## Bảng xếp hạng
| VT | Đội         | ST | T | B | ĐT  | ĐB  | HS  | Đ | Giành quyền tham dự |
| -- | ----------- | -- | - | - | --- | --- | --- | - | ------------------- |
| 1  | Tây Ban Nha | 3  | 3 | 0 | 275 | 207 | +68 | 6 | Vòng 2              |
| 2  | Brasil      | 3  | 2 | 1 | 267 | 232 | +35 | 5 | Vòng 2              |
| 3  | Bờ Biển Ngà | 3  | 1 | 2 | 212 | 252 | −40 | 4 | Phân hạng 17–32     |
| 4  | Iran        | 3  | 0 | 3 | 193 | 256 | −63 | 3 | Phân hạng 17–32     |

## Các trận đấu
Tất cả các trận đấu được diễn ra theo (UTC+7).

### Iran vs Brasil
| 26 tháng 8 năm 2023 16:45 | Chi tiết | Iran                                                                 | 59–100 | Brasil                                                                       |  | Nhà thi đấu Indonesia, Jakarta Số khán giả: 6,251 Trọng tài: Julio Anaya (Panama), Aleksandar Glišić (Serbia), Urushima Daigo (Nhật Bản) |
| 26 tháng 8 năm 2023 16:45 | Chi tiết | Điểm mỗi set: 12–33, 13–24, 21–25, 13–18                             |        |                                                                              |  | Nhà thi đấu Indonesia, Jakarta Số khán giả: 6,251 Trọng tài: Julio Anaya (Panama), Aleksandar Glišić (Serbia), Urushima Daigo (Nhật Bản) |
| 26 tháng 8 năm 2023 16:45 | Chi tiết | Điểm: Aghajanpour 11 Chụp bóng bật bảng: Amini 6 Hỗ trợ: 4 cầu thủ 3 |        | Điểm: Caboclo 16 Chụp bóng bật bảng: Caboclo 7 Hỗ trợ: Huertas, Dos Santos 6 |  | Nhà thi đấu Indonesia, Jakarta Số khán giả: 6,251 Trọng tài: Julio Anaya (Panama), Aleksandar Glišić (Serbia), Urushima Daigo (Nhật Bản) |

### Tây Ban Nha vs Bờ Biển Ngà
| 26 tháng 8 năm 2023 20:30 | Chi tiết | Tây Ban Nha                                                          | 94–64 | Bờ Biển Ngà                                               |  | Nhà thi đấu Indonesia, Jakarta Số khán giả: 8,144 Trọng tài: Juan Fernández (Argentina), Andrés Bartel (Uruguay), Yevgeniy Mikheyev (Kazakhstan) |
| 26 tháng 8 năm 2023 20:30 | Chi tiết | Điểm mỗi set: 24–17, 29–17, 20–13, 21–17                             |       |                                                           |  | Nhà thi đấu Indonesia, Jakarta Số khán giả: 8,144 Trọng tài: Juan Fernández (Argentina), Andrés Bartel (Uruguay), Yevgeniy Mikheyev (Kazakhstan) |
| 26 tháng 8 năm 2023 20:30 | Chi tiết | Điểm: W. Hernangómez 22 Chụp bóng bật bảng: Garuba 7 Hỗ trợ: Núñez 8 |       | Điểm: Koné 11 Chụp bóng bật bảng: Fofana 5 Hỗ trợ: Koné 3 |  | Nhà thi đấu Indonesia, Jakarta Số khán giả: 8,144 Trọng tài: Juan Fernández (Argentina), Andrés Bartel (Uruguay), Yevgeniy Mikheyev (Kazakhstan) |

### Bờ Biển Ngà vs Iran
| 28 tháng 8 năm 2023 16:45 | Chi tiết | Bờ Biển Ngà                                                            | 71–69 | Iran                                                                     |  | Nhà thi đấu Indonesia, Jakarta Số khán giả: 4,558 Trọng tài: Aleksandar Glišić (Serbia), Scott Beker (Úc), Gvidas Gedvilas (Litva) |
| 28 tháng 8 năm 2023 16:45 | Chi tiết | Điểm mỗi set: 15–20, 22–15, 17–21, 17–13                               |       |                                                                          |  | Nhà thi đấu Indonesia, Jakarta Số khán giả: 4,558 Trọng tài: Aleksandar Glišić (Serbia), Scott Beker (Úc), Gvidas Gedvilas (Litva) |
| 28 tháng 8 năm 2023 16:45 | Chi tiết | Điểm: Zouzoua 17 Chụp bóng bật bảng: Bah, Sidibé 5 Hỗ trợ: 3 cầu thủ 3 |       | Điểm: Yakhchali 19 Chụp bóng bật bảng: Haddadi, Kazemi 8 Hỗ trợ: Amini 4 |  | Nhà thi đấu Indonesia, Jakarta Số khán giả: 4,558 Trọng tài: Aleksandar Glišić (Serbia), Scott Beker (Úc), Gvidas Gedvilas (Litva) |

### Brasil vs Tây Ban Nha
| 28 tháng 8 năm 2023 20:30 | Chi tiết | Brasil                                                             | 78–96 | Tây Ban Nha                                                 |  | Nhà thi đấu Indonesia, Jakarta Số khán giả: 7,354 Trọng tài: Roberto Vázquez (Puerto Rico), Julio Anaya (Panama), Johnny Batista (Puerto Rico) |
| 28 tháng 8 năm 2023 20:30 | Chi tiết | Điểm mỗi set: 22–21, 20–29, 17–14, 19–32                           |       |                                                             |  | Nhà thi đấu Indonesia, Jakarta Số khán giả: 7,354 Trọng tài: Roberto Vázquez (Puerto Rico), Julio Anaya (Panama), Johnny Batista (Puerto Rico) |
| 28 tháng 8 năm 2023 20:30 | Chi tiết | Điểm: Caboclo 15 Chụp bóng bật bảng: Caboclo 11 Hỗ trợ: De Paula 7 |       | Điểm: Aldama 15 Chụp bóng bật bảng: Núñez 7 Hỗ trợ: Núñez 5 |  | Nhà thi đấu Indonesia, Jakarta Số khán giả: 7,354 Trọng tài: Roberto Vázquez (Puerto Rico), Julio Anaya (Panama), Johnny Batista (Puerto Rico) |

### Iran vs Tây Ban Nha
| 30 tháng 8 năm 2023 20:30 | Chi tiết | Iran                                                                                  | 65–85 | Tây Ban Nha                                                                  |  | Nhà thi đấu Indonesia, Jakarta Số khán giả: 7,320 Trọng tài: Julio Anaya (Panama), Juan Fernández (Argentina), Johnny Batista (Puerto Rico) |
| 30 tháng 8 năm 2023 20:30 | Chi tiết | Điểm mỗi set: 17–16, 17–27, 18–21, 13–21                                              |       |                                                                              |  | Nhà thi đấu Indonesia, Jakarta Số khán giả: 7,320 Trọng tài: Julio Anaya (Panama), Juan Fernández (Argentina), Johnny Batista (Puerto Rico) |
| 30 tháng 8 năm 2023 20:30 | Chi tiết | Điểm: Amini 19 Chụp bóng bật bảng: Girgoorian, Haddadi 5 Hỗ trợ: Haddadi, Yakhchali 7 |       | Điểm: J. Hernangómez 21 Chụp bóng bật bảng: W. Hernangómez 9 Hỗ trợ: Núñez 6 |  | Nhà thi đấu Indonesia, Jakarta Số khán giả: 7,320 Trọng tài: Julio Anaya (Panama), Juan Fernández (Argentina), Johnny Batista (Puerto Rico) |

### Bờ Biển Ngà vs Brasil
| 30 tháng 8 năm 2023 16:45 | Chi tiết | Bờ Biển Ngà                                                     | 77–89 | Brasil                                                                  |  | Nhà thi đấu Indonesia, Jakarta Số khán giả: 6,190 Trọng tài: Roberto Vázquez (Puerto Rico), Scott Beker (Úc), Andrés Bartel (Uruguay) |
| 30 tháng 8 năm 2023 16:45 | Chi tiết | Điểm mỗi set: 25–23, 21–27, 19–20, 12–19                        |       |                                                                         |  | Nhà thi đấu Indonesia, Jakarta Số khán giả: 6,190 Trọng tài: Roberto Vázquez (Puerto Rico), Scott Beker (Úc), Andrés Bartel (Uruguay) |
| 30 tháng 8 năm 2023 16:45 | Chi tiết | Điểm: Bah 13 Chụp bóng bật bảng: Bah 13 Hỗ trợ: Diabate, Koné 3 |       | Điểm: Dos Santos 24 Chụp bóng bật bảng: Caboclo 8 Hỗ trợ: Dos Santos 12 |  | Nhà thi đấu Indonesia, Jakarta Số khán giả: 6,190 Trọng tài: Roberto Vázquez (Puerto Rico), Scott Beker (Úc), Andrés Bartel (Uruguay) |